# Meadow Lakes
Pour les articles homonymes, voir Meadow.
Meadow Lakes est une ville d'Alaska aux États-Unis dans le Borough de Matanuska-Susitna. Elle fait partie de la zone statistique métropolitaine d'Anchorage et avait une population de 4 819 habitants en 2000.
Elle est située entre la rivière Susitna et le chemin de fer de l'Alaska, à proximité de la Glenn Highway, à laquelle elle est reliée par des routes locales, à l'ouest de Wasilla et au nord-est de Houston, à environ 72 km d'Anchorage.
Les températures moyennes de janvier vont de −36 °C à 1 °C et de 6 °C à 28 °C en juillet.
C'était une zone de transport depuis 1906, il y passait une piste reliant Knik aux mines d'or de Willow Creek. Les habitants sont arrivés ensuite, après la Seconde Guerre mondiale, et la localité a continué de se développer depuis.
De nombreux habitants travaillent à Palmer, Anchorage ou Wasilla.

## Démographie
| 1990  | 2000  | 2010  | - | - | - |
| ----- | ----- | ----- | - | - | - |
| 2 374 | 4 819 | 7 570 | - | - | - |